# کاپیاگو اینتیمیانو
کاپیاگو اینتیمیانو (به ایتالیایی: Capiago Intimiano) یک کومونه در ایتالیا است که در استان کومو واقع شده‌است.

## خصوصیات
کاپیاگو اینتیمیانو ۵٫۷ کیلومترمربع مساحت و ۵٬۱۹۶ نفر جمعیت دارد و ۴۱۰ متر بالاتر از سطح دریا واقع شده‌است.